# Colone (Antiochide)
Colone (in greco antico: Κολωναί?, Kolonái) era un demo dell'Attica situato forse vicino ad un monastero a Mendeli.